# Edvard Gylling

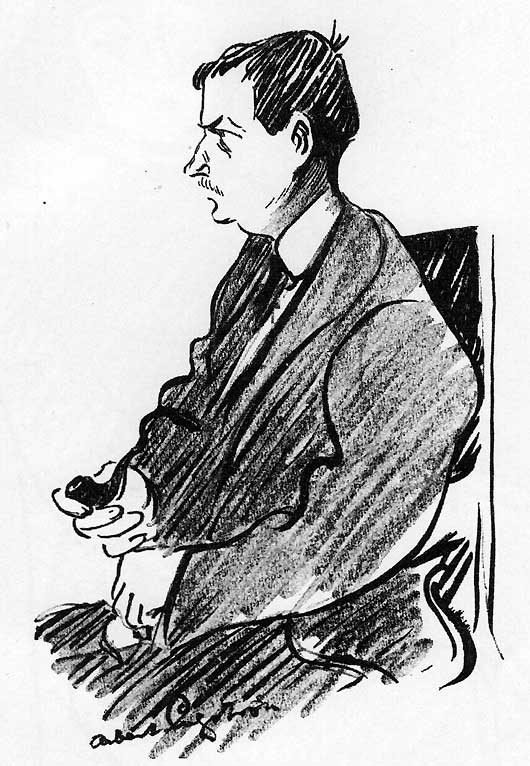
Edvard Gylling porträtterad av Albert Engström 1923.

Edvard Otto Vilhelm Gylling, född 30 november 1881 i Kuopio, Finland, död 14 juni 1938 i Sovjetunionen, var en finlandssvensk socialist, framträdande på den röda sidan under finska inbördeskriget och senare ledare för Karelska Autonoma Socialistrepubliken.

## Biografi
Gylling disputerade 1909 på en avhandling om torparinstitutionens utveckling under den svenska tiden i Finland. Den byggde på erfarenheter han fått under sitt arbete 1904–1906 i statistikkommittén för ålderspensions- och arbetslöshetsförsäkring. Han verkade också som aktuarie på Tullverkets och Helsingfors stads statistikkontor, undervisade i nationalekonomi på Företagarnas handelsinstitut 1906–1907 och valdes till sekreterare i Lantdagens jordbruksutskott. Mellan 1910 och 1918 var han docent i statistik vid Helsingfors universitet.
Åren 1908 till 1917 var Gylling socialdemokratisk ledamot av Lantdagen. Under inbördeskriget var han finanskommissarie i den röda regeringen. Den 1 mars 1918 undertecknade han och Oskari Tokoi ett fördrag med Vladimir Lenin och Josef Stalin. Efter att den röda sidan i inbördeskriget förlorat, flydde Gylling 1918 till Sverige och reste 1920 vidare till Sovjetunionen på Lenins inrådan. Han blev där ansvarig för byggandet av socialismen i Karelen och var ordförande för Karelska socialistiska sovjetrepublikens folkkommissariat 1920–1935.  
Karelen skulle fungera som bas inför en stundande revolution i Finland och därför godkände Lenin en förfinskning av republiken, trots att den finländska befolkningen var en minoritet. Republiken blev tillhåll för kommunistiska flyktingar från Finland och Gyllings regering värvade tusentals finsktalande arbetare från USA (inklusive de så kallade Kirunasvenskarna). Efter Lenins död och Stalins maktövertagande förändrades Moskvas inställning till den karelska språkpolitiken. Redan tidigare hade omfattande slavarbete förekommit med Gyllings vetskap, men vid mitten av 1930-talet införde Moskva repressioner mot finnar. Gylling beskylldes för nationalism och han försökte rentvå sig, bland annat inför Otto Ville Kuusinen, som valde att ignorera honom. 1935 avsattes Gylling som regeringschef och Kustaa Rovio som partiledare.
Kommunistpartiets centralkommitté tillsatte Pavel Busjujev som ny regeringschef och Pjotr Irklis som partisekreterare i Karelen, som undergick en våldsam förryskning. De flesta av Gyllings bundsförvanter inom administrationen och partiapparaten likviderades.
Gylling fick en tjänst som forskare i Moskva, men arresterades liksom Rovio 1937. Gylling beskylldes för att försökt lösgöra Karelen från Sovjetunionen och införliva republiken med Finland. Han dömdes till döden, officiellt med motiveringen att han 1930 skulle saboterat produktionen vid ett skogskollektiv. Han avrättades den 14 juni 1938 i Lubjankafängelsets källare.